# 谢尔盖·鲁涅夫
谢尔盖·鲁涅夫（俄语：Сергей Лунев，1982年6月17日—），俄羅斯男子羽毛球運動員。

## 簡歷
2013年8月，谢尔盖·鲁涅夫參加中國廣州舉行的世界羽毛球錦標賽，分別與叶夫根尼亚·迪莫娃和叶夫根尼·德雷明出戰混合雙打和男子雙打項目。在混雙方面，鲁涅夫和迪莫娃在比賽首日，就以0比2（12-21、17-21）負於瑞士的安东尼·迪马尔特雷/萨布丽娜·贾奎特出局；而男雙方面，他與鲁涅夫因對手棄權而自動晉級，但在第二圈就以0比2（17-21、12-21）不敵12號種子、南韓的申白喆/柳延星出局。

## 主要比賽成績
只列出曾進入準決賽的國際賽事成績：
| 年份   | 賽事               | 公開賽級別 | 項目     | 搭檔              | 成績   |
| ------ | ------------------ | ---------- | -------- | ----------------- | ------ |
| 2011年 | 瑞士羽毛球國際賽   | 國際挑戰賽 | 混合雙打 | 叶夫根尼亚·迪莫娃 | 亞軍   |
| 2012年 | 俄羅斯羽毛球大獎賽 | 大獎賽     | 混合雙打 | 叶夫根尼亚·迪莫娃 | 準決賽 |

| 2007-2017年 | 首要超級賽 | 超級賽 | 黃金大獎賽 | 大獎賽 | 國際挑戰賽 | 國際系列賽 | 未來系列賽 | 其他 |

| 2018-2026年 | 總決賽 | 超級1000賽 | 超級750賽 | 超級500賽 | 超級300賽 | 超級100賽 | 國際挑戰賽 | 國際系列賽 | 未來系列賽 | 其他 |

### 奧運會和世錦賽參賽紀錄
|          | 搭檔              | 2013 |
| -------- | ----------------- | ---- |
| 男子雙打 | 叶夫根尼·德雷明   | 32強 |
|          |                   |      |
| 混合雙打 | 叶夫根尼亚·迪莫娃 | 48強 |